# Реактив Хилла
Реактивы Хилла — искусственные красители, которые при восстановлении способны изменять цвет, в условиях эксперимента они заменяют природный акцептор электронов — НАДФ. Открыты в 1937 году Робертом Хиллом. Их использование позволило открыть электрон-транспортную цепь фотосинтеза. В качестве примера реактивов Хилла можно привести гексацианоферриаты и 2,6-дихлорофелиндофенол.